# Xperia Ace II
Xperia Ace II（エクスペリア エース マークツー）は、2021年にソニーによって開発されたAndroid端末である。

## 概要
Xperia Ace IIはSoCに Helio P35を搭載したエントリーモデルである。先代機のXperia AceにはSnapdragon 630 が搭載され、ミッドレンジモデルとされていた。Xperia Ace IIは現時点ではドコモのみでの発売となっている。メインカメラは約1300万画素の広角(25mm)と深度測位センサーを搭載し、インカメラは約800万画素のカメラを搭載する。4500mAhのバッテリーを搭載し、同容量のバッテリーを搭載するスマートフォンとしては世界最小であるとしている。またXperia独自の充電最適化技術といたわり充電により3年使っても劣化しにくいバッテリーを実現したとしている。 IPX5/IPX8の防水と IP6Xの防塵に対応しCorning社のGorillaGlass 6を採用する。本機種は標準キーボードにGboardを採用しており、メーカー独自のキーボードはプリインストールされていない。

## 歴史
- 2021年
  - 5月19日 ソニーが報道資料にて発表
  - 5月28日 docomoにて取り扱い開始(SO-41B)